# Худушный
Ху́душный — хутор в Палласовском районе Волгоградской области, в составе Калашниковского сельского поселения.
Население — 139 (2010)

## История
С 1928 года хутор — в составе Николаевского района Камышинского округа (округ упразднён в 1930 году) Нижневолжского края (с 1934 года — Сталинградский край). В 1935 году Калашниковский сельсовет включён в состав Кайсацкого района (с 1936 года — район в составе Сталинградской области). В 1950 году в связи с упразднением Кайсацкого района хутор в составе Калашниковского сельсовета передан Палласовскому району.

## Физико-географическая характеристика
Хутор расположен в степи, в пределах бессточной области на севере Прикаспийской низменности, на высоте 33 метров над уровнем моря. В окрестностях распространены солонцы луговатые (полугидроморфные), а также светло-каштановые солонцеватые, солончаковые и лугово-каштановые почвы. Ландшафт местности суббореальный континентальный, полупустынный, морской аккумулятивный. Для данного типа ландшафта характерны плоские, реже волнистые равнины, с редкими балками, озёрными и солончаковыми котловинами, с полынно-типчаково-ковыльными и полынно-типчаковыми степями с участками сельскохозяйственных земель.
У хутора проходит автодорога Палласовка — Эльтон. По автомобильным дорогам расстояние до административного центра сельского поселения посёлка Новостройка составляет 20 км, до районного центра города Палласовка — 18 км, до областного центра города Волгоград — около 300 км. Ближайший населённый пункт село Калашники расположен в 4,7 км западнее хутора.

## Население
Динамика численности населения по годам:
| 1987 | 2002 |
| ---- | ---- |
| ≈250 | 242  |

| 2010 |
| ---- |
| 139  |